# Куцна Амиреджиби
Куцна Амиреджиби (груз.: ქუცნა ამირეჯიბი), также известный как Куцна «Гофмейстер» (fl. 1350—1415) — грузинский феодал высшего порядка (дидебули), действовавший во время и после вторжения Тамерлана в Грузию. Из рода Амиреджиби.
Он был тестем царя Грузии Константина I и дедом по материнской линии царя Грузии Александра I.

## Происхождение
До конца не ясно, к какому дворянскому дому принадлежал Куцна. Последняя часть его имени, Амиреджиби, указывает на то, что он был князем-камергером Грузинского царства, но это также фамилия аристократической семьи, которая лучше всего задокументированная с начала 17-го века. Современные специалисты по генеалогии в Грузии приняли идею о том, что Куцна был одним из самых ранних членов этой семьи, как правдоподобную.
По мнению историка Кирилла Туманова, преномен Куцны, как и преномен его деда Хурцики, может свидетельствовать о том, что он принадлежал к феодальному дому Хурцикидзе или Хурцидзе из Самцхе. В своей грамоте Куцна упоминает, что его одноимённый предок был коннетаблем Грузии при царице Русудан (годы правления 1223—1245).

## Биография
Он несколько раз был послан в Константинополь в качестве посла царя Грузии. После походов Тамерлана на Грузию, начались восстановительные работы. В частности, были возобновлены работы церквей Улумби и Набахтеви, недалеко от Али, ныне Хашурский муниципалитет). Куцна был изображен на стене церкви Набахтеви со своей женой, Русудан. Летописи описывают его как человека, который был «весьма облагорожен царями» и «возглавляшим войска». Его супруга была активно вовлечена в восстановление собора Светицховели, что повлияло на увлечения будущего царя Александра I с религиозным строительством. В позднее время Куцна упоминается в современных летописях в 1415 году. Его преемником стал его сын Рамин, на посту главы семьи.